# Ewé
El pueblo ewé (ewe) también es conocido con los nombres ahoulan, ewe awlan, ebwe, ehve, eve, katafon y krepi. Es un complejo étnico subsahariano–guineano, emparentado culturalmente con los yoruba y los adja. Sus enclaves históricos son las poblaciones de Ketu, Tado y Notsié. Hablan el idioma ewé de la familia de lenguas gbe. Sus principales comunidades se encuentran en Ghana, Togo, Benín, Burkina Faso, Costa de Marfil, Nigeria y Liberia en territorio africano. La diáspora registra comunidades de hablantes ewé en Italia, Estados Unidos y Canadá.
El pueblo ewé se considera descendiente de un mismo tronco étnico. Tras la colonización europea de África Occidental y la formación de los nuevos estados africanos, sus territorios históricos quedaron divididos entre Ghana y Togo. Diversos líderes y grupos ewé han reclamado su unificación y soberanía sin éxito. A 2016 la población del complejo ewé se estima en 6.199.500 personas.
Los ewé nunca han formado un único estado centralizado, estando solamente como un grupo variado de comunidades independientes que establecen alianzas temporales en tiempos de guerra. La mayoría de los ewé son agricultores; algunos que viven en las costas, pescan. El hilado, la alfarería y la herrería son algunas de sus otras ocupaciones importantes.

## Etnónimo

Bandera del pueblo Ewé

Una teoría señala que el nombre ewé o ewe fue dado a los grupos que se formaron de la unión de comunidades adja y población local de la costa atlántica de los actuales territorios de Nigeria, Benín y Togo. Tras huir del régimen tiránico de Notsié en el siglo XVII, les fue dado el etnónimo ehoué, que en la zona designaba el territorio o barrio de la clase baja de dicho reino.
La transcripción a lenguas extranjeras de etnónimos africanos trajo por consecuencia que fueran escritos de diversas maneras según la traducción provenga de otras lenguas europeas como el inglés, francés, alemán, italiano, etc.  Así, los misioneros de la Norddeutsche Mission Gesellschaft (Sociedad Misionera del Norte de Alemania) de Bremen, que fueron a trabajar a Ghana en 1847, deletrearon ewe (sobre la base de la fonética alemana) primero ewhe, luego ephe y finalmente e- we (como en alemán Weben , como lo sugirió el religioso Henry Kwakume). Los angloparlantes pronunciaron la w como “wedding” (boda), mientras que la ligera aspiración entre la v y la e sugeriría la ortografía evhé en francés. En lengua española generalmente es escrito como ewé o ewe.

## Idioma

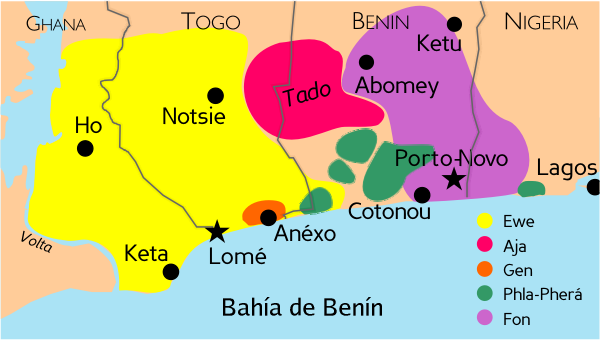
Distribución del complejo lingüístico gbe.

El idioma ewé, también conocido como grupo lingüístico gbe, es parte del grupo kwa de la familia lingüística Níger-Congo. Se habla en el sur de Togo hasta la altura de Atakpamé, y en el sur desde Ghana hasta el lago Volta. En Togo, hay alrededor de 1.806.000 ewé, pero se estima que el número de hablantes es mayor porque el idioma ewé es utilizado por muchos otros grupos étnicos como los mina y guin, waci (wachi, ouatchi), adja, akebu (akébou), akposo y ablony. En Ghana, hay aproximadamente 4.150.000 hablantes de ewé. También es hablado por las etnias beninesas (pla- peda) y es más o menos comprendida por muchos fon.
Los ewé reclaman una ascendencia histórica común. Aunque existen diferencias en la entonación y el vocabulario, varios dialectos de los ewé ghaneses en su mayor parte son mutuamente comprensibles.

## Territorio

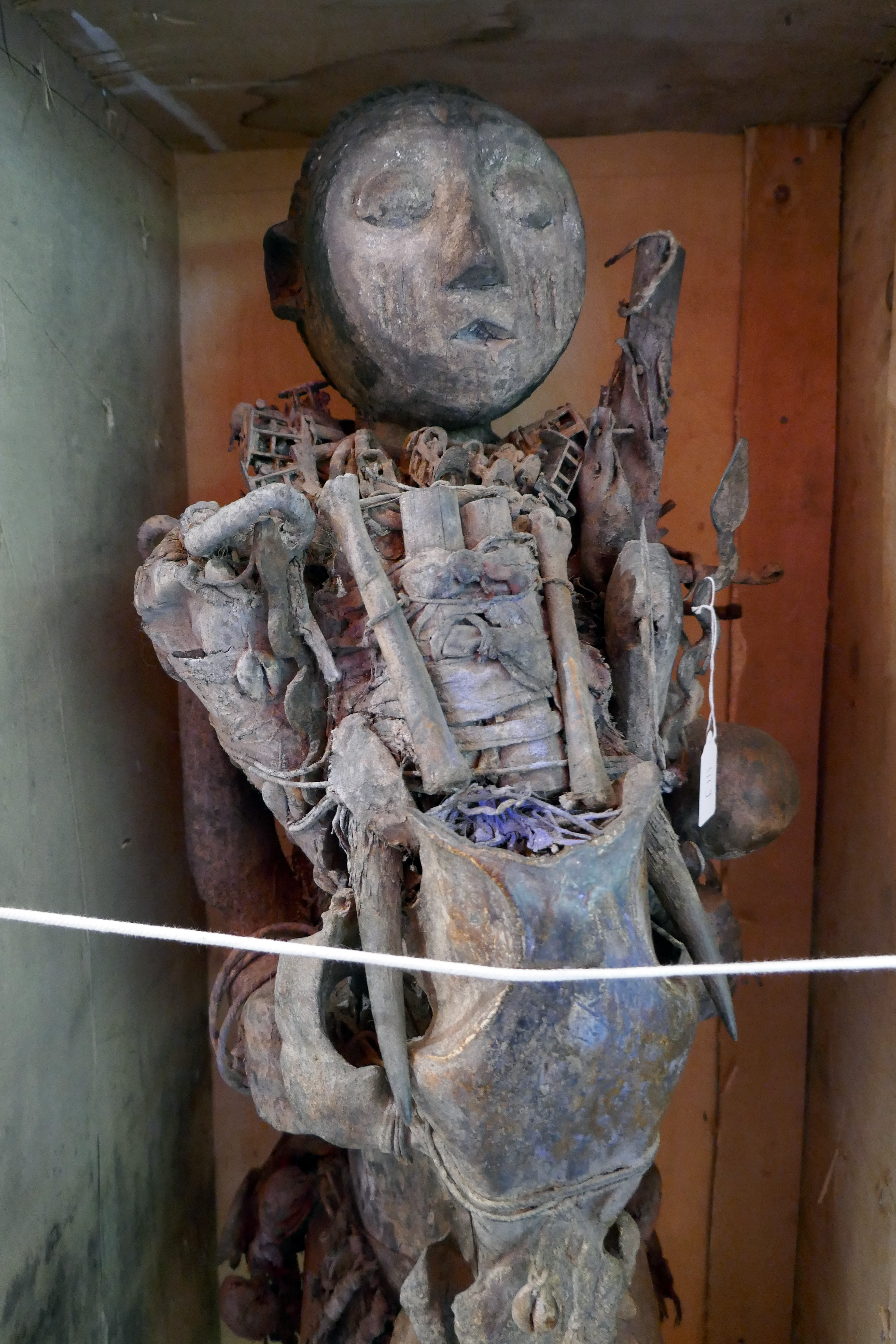
Gri-gri o amuleto ewé de Togo

Se ubican entre los ríos Cufo y Mono (suroeste de Benín), al sur de Atakapmé y en la costa de Togo y Ghana. Las poblaciones de Ketu (Benín), Tado y Notsié (Togo) fueron sus enclaves históricos.

### Toponimia
La tradición ewé es rica en topónimos históricos. Al final de su migración desde Tado, los ewé llegaron a un lugar al que llamaron Ihoua (árboles nété) Tché (quedarse) que significa "Quiero quedarme aquí bajo el árbol nété"; esto dio Nouatché, que los alemanes deletrearon Nuatja, y posteriormente los franceses lo leyeron como Nuatja cuando llegaron a la estación en agosto de 1914.
Nuatja ha tenido varios nombres: Amedzofé (lugar de nacimiento), Glimé (en las paredes), Agbogbomé (en las puertas) y Kpomé (en el horno) para mostrar el calor que hacía bajo la tiranía del rey Agokoli. Este monarca llevó la crueldad hasta el punto de clavar espinas en el barro que sus cautivos iban a amasar y pisotear para la construcción de la muralla, dejando numerosas heridas en los pies. La tradición toponímica está asociada a la historia de cómo se produjo el éxodo de grupos ewé de la tiranía del rey Agokoli. El episodio tuvo lugar durante la noche. Se relata que el agua de la ropa y de los platos era cuidadosamente guardada por las mujeres que la vertían sobre la pared de la muralla para ablandarla, mientras el tam-tom  del tambor golpeaba para ahogar el ruido de los preparativos para salida. La brecha se abrió y las familias comenzaron a escapar.
Los clanes siguieron luego varios itinerarios. Primero los ho, luego los akoviévé, finalmente los bé, quienes para cubrir sus huellas esparcieron semillas de mijo, para que las palomas que venían a comer las semillas borraran sus huellas. Es por eso que los bé han puesto un tabú sobre las palomas. El éxodo de Nuatja dejó su huella en la toponimia. El jefe Wenya de anlo y some, que era viejo y se sentía cansado, se sentó al costado del camino y dijo: "No puedo seguir más, me quedo aquí. Me estoy acurrucando [me nlo]". Ese fue el origen del nombre del pueblo de anlo en Ghana.

## Historia

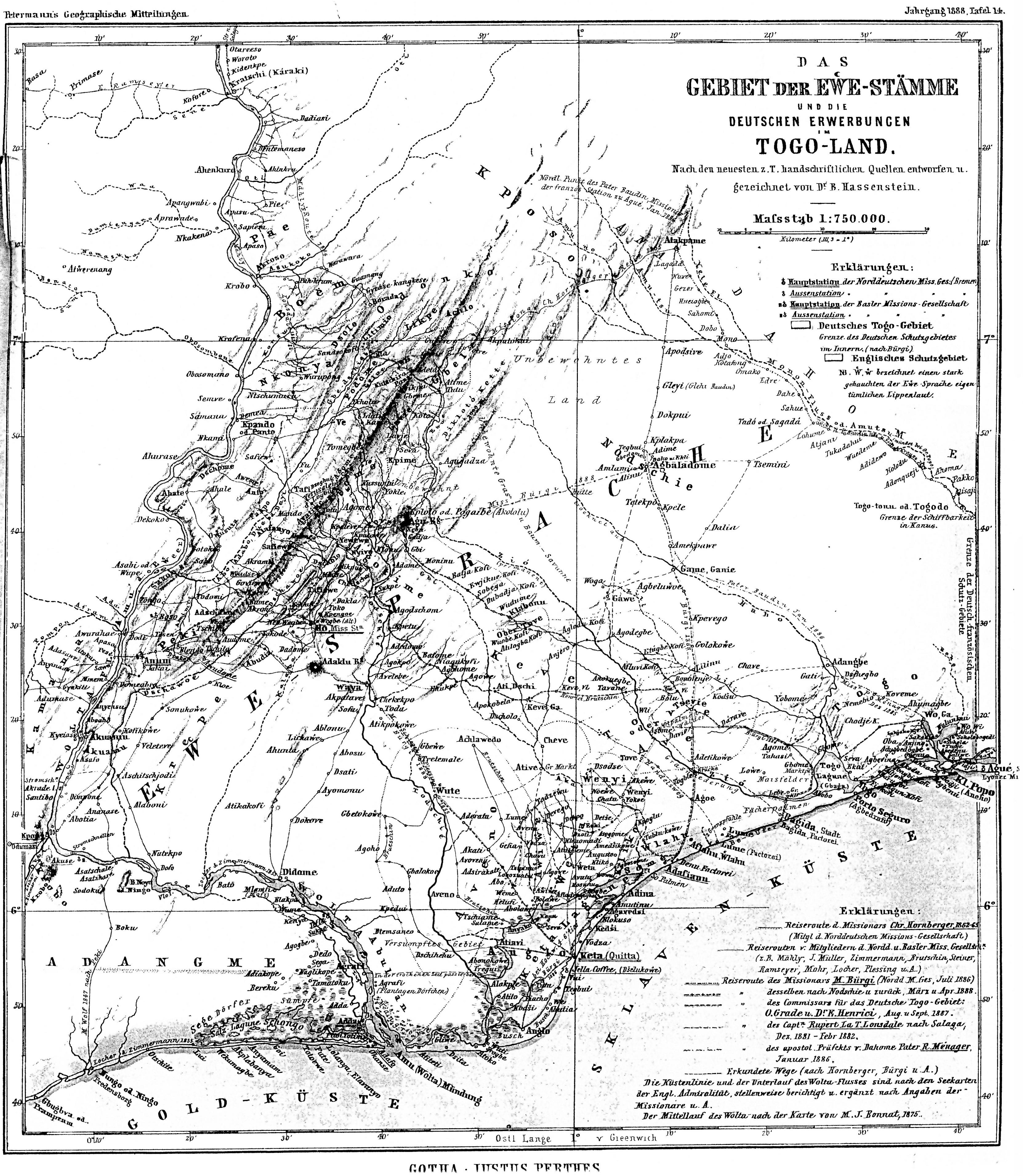
Mapa del área de las comunidades del país ewé y las adquisiciones alemanas en Togolandia (sur de Ghana y sur de Togo contemporáneos)

### Origen del país Ewé
Los trabajos de investigación histórica y arqueológica en el país ewé exploraron durante el siglo XX lugares como Vume Dugame, Bator, Amedzofe-Avatime, Wusuta y Akpafu. Algunos de estos emplazamientos proporcionan evidencias arqueológicas de antiguos asentamientos herreros. Los emplazamientos de Akpafu, Wusuta y Kanieme tienen antiguas tradiciones de herrería y la evidencia arqueológica, aunque sin datar, corrobora las tradiciones.
Por otra parte existen muchos emplazamientos en la región del Volta que presentan microlitos, hachas de piedra pulimentada y azadones de piedra, lo que indica una ocupación larga y constante hasta el presente. Las investigaciones arqueológicas señalan que los  actuales pobladores ewé serían los autores de los materiales culturales de la Edad de Hierro y la Edad de Piedra tardía que están ampliamente repartidos por todo el país ewé.

### Expansión del pueblo ewé

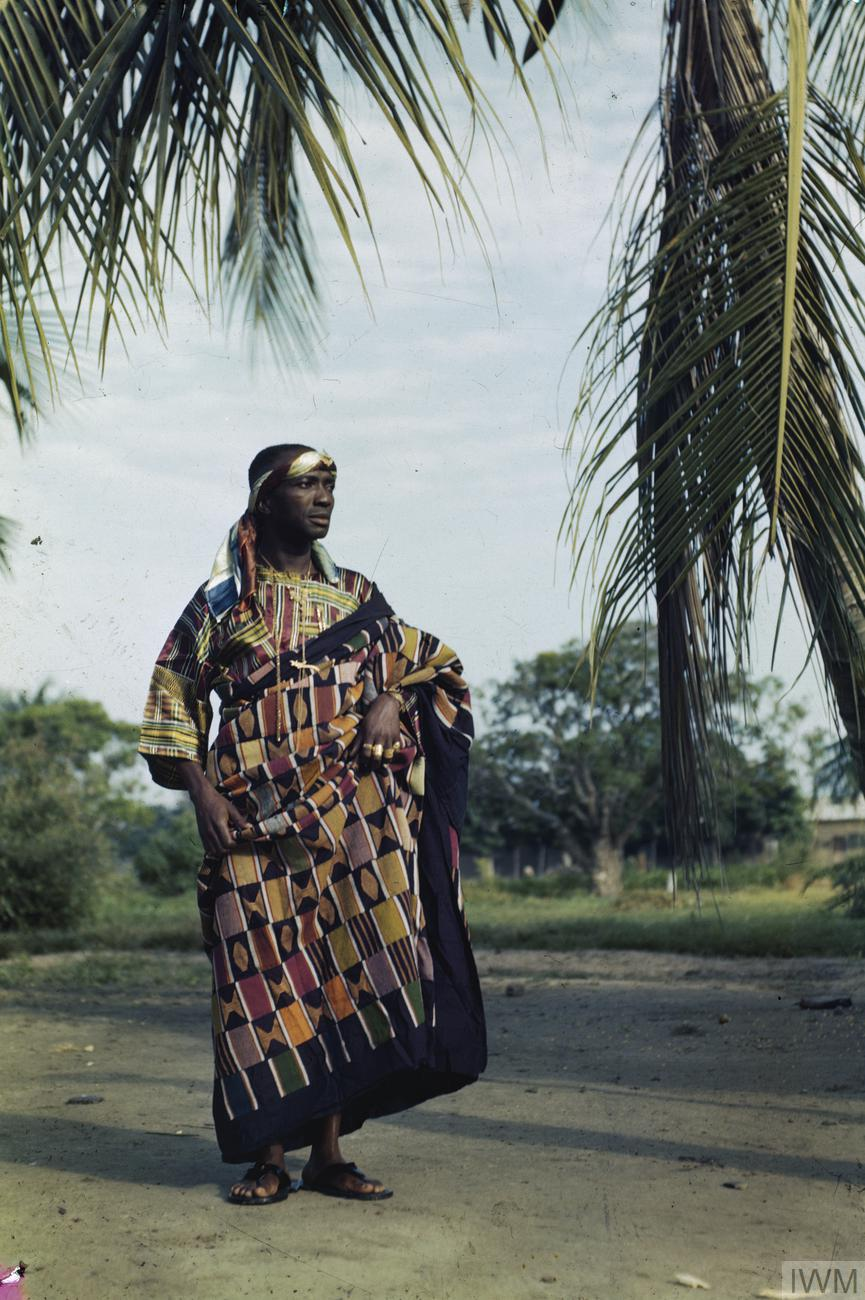
Jefe de la comunidad ewé de Winneba, en la antigua colonia de la Costa de Oro durante el desarrollo de la Segunda Guerra Mundial.

Entre los siglos XIII y XV una serie de episodios bélicos que asolaban la región del Viejo Oyo (Nigeria) provocaron una emigración masiva hacia el sur de grupos adja y yoruba asentados en la zona. Primero emigraron a Ketu y luego a Nuatja o Watchi en Tado (actual Togo), donde se mezclaron con grupos nativos y formaron el pueblo ewé.
Según diversas fuentes orales y escritas hacia el año 1500, los ewé estaban concentrados en Notsie. Entre los siglos XVI y XVII clanes adja se instalaron en Notsié e impusieron una monarquía encabezada por Agokoli, un jefe tiránico que amuralló ciudades, impuso trabajos forzados a la población y ejecutó rituales que incluían sacrificios humanos. La opresión generó nuevas huidas de varios grupos ewé en todas las direcciones.
La fase final de dispersión de los ewé coincidió con movimientos en el golfo de grupos akán y ga-andagbe. Se movieron por las regiones donde se encuentran actualmente entre el año 1500 y el 1800, en particular, en el siglo XVII y las primeras décadas del XVIII. Por un lado, por razones económicas, para explotar las regiones ricas en cola y oro recientemente descubiertas, por otro, por razones sociales (presión demográfica), pero, sobre todo, por razones políticas, los pueblos akan, ga-adangbe y ewé comenzaron a dispersarse en todas direcciones, en pequeños grupos del mismo linaje y en clanes.

#### División dagboawos y demeawos
Hacia finales del siglo XVI o durante la primera mitad del XVII, principalmente por razones políticas, en particular para escapar de la tiranía de su rey Agokoli, los ewe dejaron Notsie dividido en dos grupos, los ewé del sur (dagboawo o dzieheawo) y los ewé del norte o interior (demeawo o numeawo). El grupo sur, al igual que sus ramas, que se dirigían a la costa estaba formado por el anlo y el tongu, mientras que los grupos norte que ocupaban la parte central y el norte de la actual región de Volta meridional, estaba constituido por los asogli, hopke, akpini y awudome. Al llegar a la región de destino, los subgrupos y pequeños grupos se separaron y se establecieron guardo una prudente distancia entre ellos. Este proceso de fusión y difusión continuó a lo largo de los siglos XVII y XVIII.
Finalmente,  el grupo anlo quedó constituido por los subgrupos anlo, afife, ave, xevi, veta, some, kliko, flawu (o aflao), dodze y avenori; el tongu, a su vez, comprendía los subgrupos agave, bakpa, bato, dofo, fievie, fodzoku, mofi, mefa, sokpoe, tefle, togome, volo y vume; finalmente, los asogli se subdividieron en ho, akoefe, hodzo, kpenoe, takla, adaklu, abutia, agotime, akoviefe, etc.
En sus nuevos asentamientos, los ewé optaron por organizarse en poblaciones autónomas o pequeños reinos dirigidos por el clan dominante y retomaron la tradición de la filiación patrilineal. Cada comunidad tenía un jefe asistido por un consejo de jefes cantonales (dukowo). Los sacerdotes ewé participaban en la esfera política además de la religiosa. Cada comunidad tenía su panteón clánico. A comienzo del siglo XVIII los pequeños reinos ewé de Peki, Ho y Kpandu fueron sometidos por los guerreros de Akwamu.
Desde finales del siglo XVII las poblaciones del país Ewé se vieron constantemente interferidas en sus asuntos internos, primero por los reinos y potencias vecinas como los reyes del Gran y Pequeño Popo, Akwamu y, en el siglo XVIII, por Dahomey, al este, y por todos los conquistadores Ashanti a occidente.
La colonización europea dividió los territorios ewé en las colonias y futuros estados de Togo y Benín. Diversos líderes y movimientos de la etnia ewé reivindicaron sin éxito la unificación territorial de su país histórico, ignorado por el reparto colonial y las futuras organizaciones Estatales de África occidental.

### Unificación del país Ewé
La división colonial del territorio ewé dejó a su población dividida entre administraciones gobernadas por tres potencias europeas separadas: la Colonia de la Costa de Oro británica (actual Ghana), la Togolandia alemana y la Dahomey francesa (actual República de Benín). Cuando Togolandia se dividió en Togolandia británica y Togolandia francesa después de la Primera Guerra Mundial (1914–18), las comunidades ewé se dividieron aún más. El que sería el primer presidente de Togo, Sylvanus Epiphanio Olympio (1902-1963), después de la Segunda Guerra Mundial (1939-1945), usó su influencia como presidente de la Asamblea de Togo y diputado a la Asamblea Nacional francesa para promover la causa ewé. Al final, sin embargo, sus esfuerzos fracasaron, ya que el Togo británico votó a favor de unirse a Costa de Oro en 1956. Costa de Oro y Togolandia británica se independizaron en Ghana al año siguiente.

## Etnografía

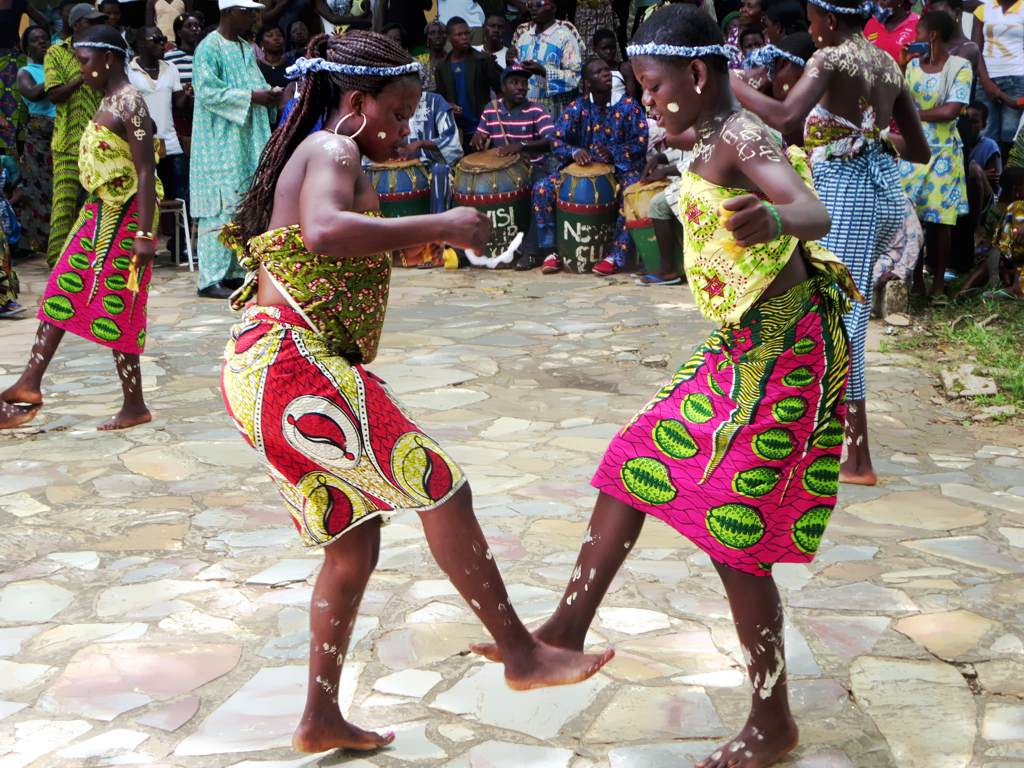
Danza tradicional ewé

Desde el punto de vista etnográfico los ewé son considerados un subgrupo de la etnia adja que se habría separado de estos desplazándose desde la región de Oyo hacia el sur. Pero desde el punto de vista lingüístico, algunos autores al existir poblaciones adja de habla ewé, han colocado a los primeros como subgrupo del complejo ewé.

## Economía

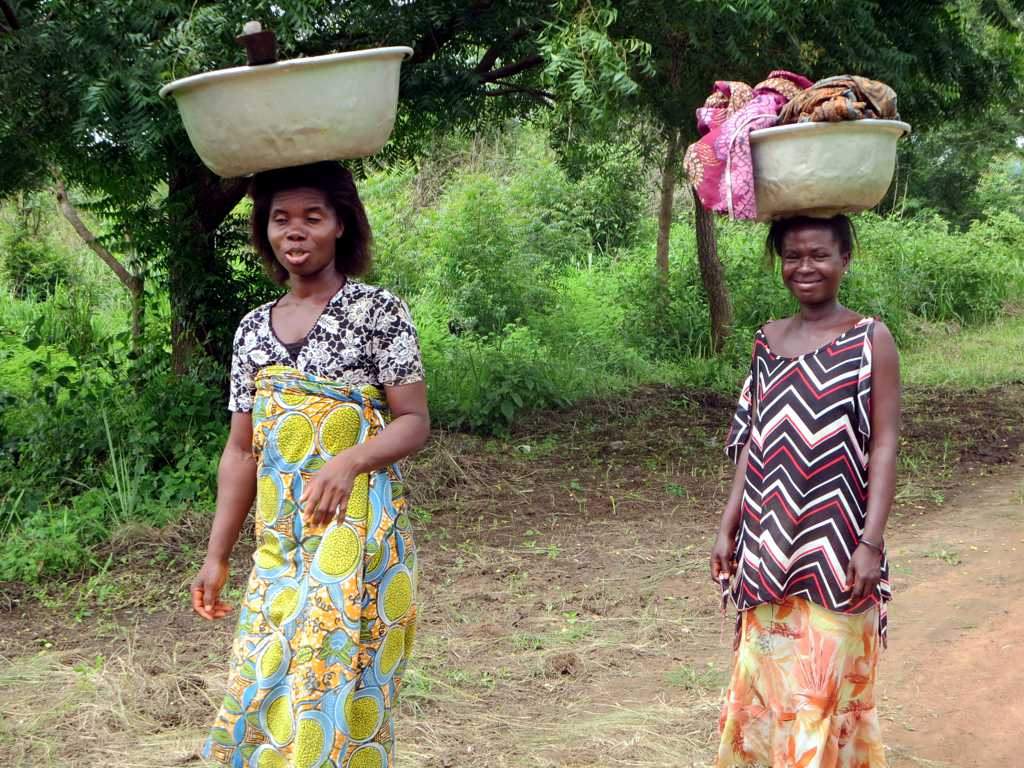
Mujeres del pueblo ewé.

Si bien algunos de los grupos ewé que vivían cerca de las áreas fluviales y la costa eran básicamente agricultores, históricamente desarrollaron habilidades comerciales para intercambiar sus productos agrícolas y la sal recogida en la costa, por otras mercancías que traían las caravanas o encontraban en los mercados de la región. Al ser un grupo costero de África occidental, los ewé participaron desde un principio en el comercio con los portugueses, intercambiando también sus productos agrícolas pero en este caso para acceder a productos manufacturados europeos.
Durante el siglo XVII y fundamentalmente en el XVIII se involucraron en el tráfico de esclavos junto con los grupos akan que operaban en la zona.
Los ewé también eran conocidos por ser hábiles alfareros, herreros y tejedores.

## Arte

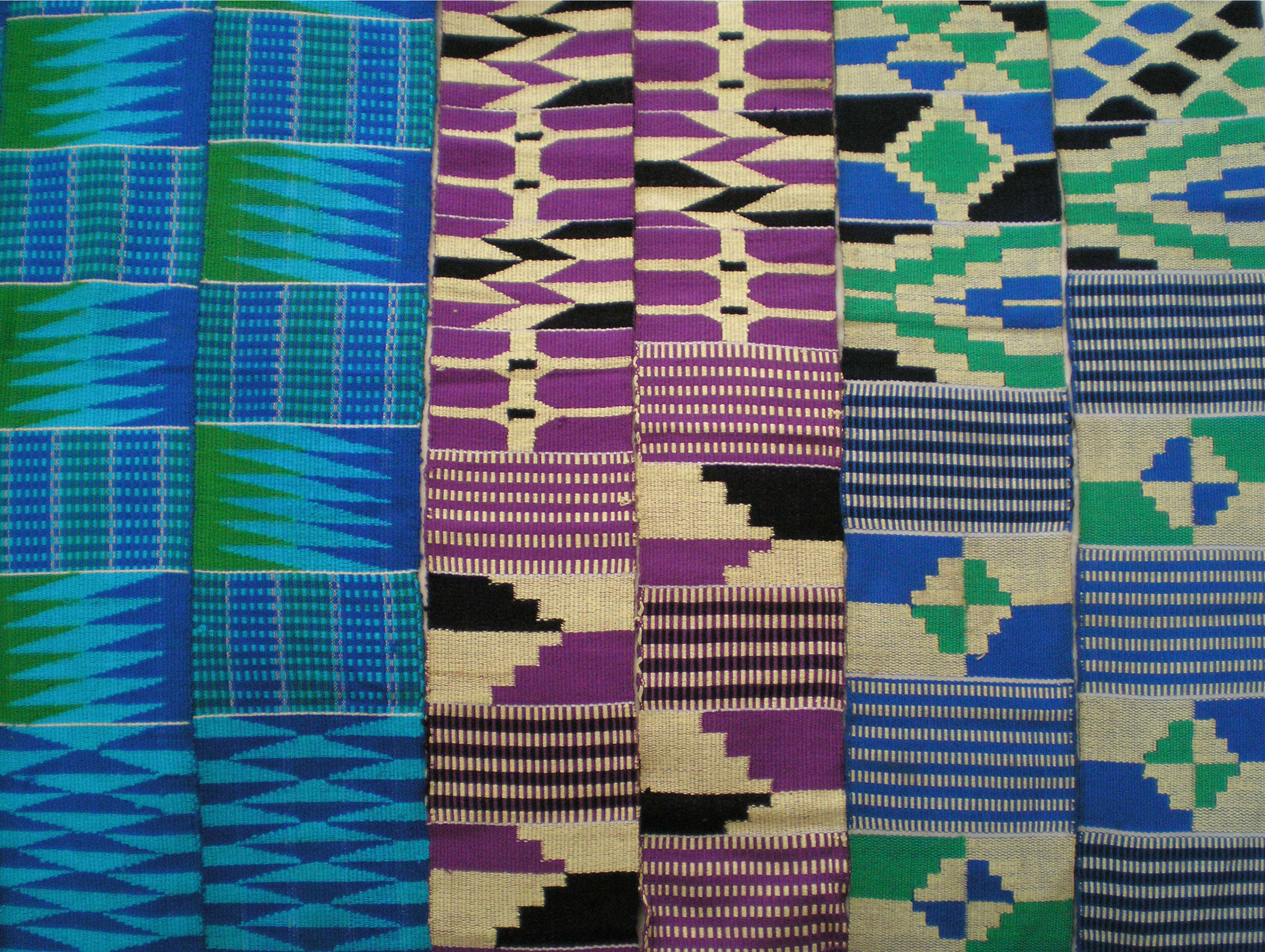
Tejido kente de los ewé.

### Tejido
Las telas tejidas con vistosos colores y motivos geométricos de los ewé son conocidas como adanudo. Se estima que esta industria artesanal tuvo gran impulso por su valor comercial a partir del siglo XVIII.

### Danza
El pueblo ewé recrea sus mitos o  historias fundacionales a través de una danza donde los bailarines imitan el movimiento de los pájaros. Los pasos de los danzantes siguen un patrón que simboliza las distintas etapas de sus migraciones históricas.
La danza del anillo es otra expresión artística común en otras sociedades africanas. En ella los bailarines miran hacia el centro y se mueven en un círculo en sentido contrario a las agujas del reloj. Después de que comenzara la trata de esclavos europea, esta forma de danza sobrevivió en el sur de Estados Unidos como el ringhout. El anillo, símbolo vital de la solidaridad comunitaria, también simboliza la regeneración. Boborbor es una expresión musical y de danza originaria del período 1947-1957. También es conocida como Agbeyeye o Akpese.  Se originó en Kpando en la región Volta de Ghana, obra de Francis Cudjoe Nuatro, popularmente llamado F.C. Boboobo . Es la música y danza social más popular de los ewé del centro y norte de Ghana y Togo. Generalmente se realiza en funerales y otras ceremonias sociales. Tiene carácter sincrético y se realiza principalmente en una formación circular.

## Religión
Su religión tradicional se basa en la lealtad a Mawa, su dios de la creación, y a los Trowo, una serie de dioses menores a los que adoran los ewé y de quienes obtienen orientación para su vida diaria.
El cristianismo fue introducido en época colonial y a lo largo del siglo XX ha hecho cada vez más popular. Sólo existen unas pocas comunidades de musulmanes en el pueblo ewé.